# غيم جولت
غيم جولت (بالإنجليزية: Game Jolt)‏ هي عبارة عن منصة اجتماعية لألعاب الفيديو وللاعبين ولصناع المحتوى. متوفر على أنظمة آي أو إس وأندرويد وعلى الويب وكتطبيق سطح مكتب لنظامي التشغيل ويندوز ولينكس، يشارك المستخدمون المحتوى التفاعلي من خلال مجموعة متنوعة من الوسائط مثل الصور ومقاطع الفيديو والبث المباشر وغرف الدردشة والأحداث الافتراضية. تأسس موقع غيم جولت بواسطة يابراك وديفيد ديكارمين.